# Синтан
Синта́н (кит. упр. 行唐, пиньинь Xíngtáng) — уезд городского округа Шицзячжуан провинции Хэбэй (КНР).

## История
Утверждается, что легендарный император Яо сначала сделал своей столицей Тан (唐, современный уезд Тансянь городского округа Баодин провинции Хэбэй), однако потом перенёс столицу на юг, в эти места. В 291 году до н. э. в царстве Чжао в этих местах был образован уезд Наньсинтан (南行唐城邑, «перемещённый на юг Тан»). После того, как царство Цинь объединило Китай и создало первую в истории Китая централизованную империю, здесь также был создан уезд Наньсинтан.
Во времена империи Северная Вэй иероглиф «Нань» («юг») из названия уезда исчез, и с тех пор он называется просто «Синтан». В 490 году уезд был поднят в статусе до округа, но в 497 году снова стал уездом.
При империи Тан в 693 году уезд был переименован в Чжаньу (章武县), но в 705 году ему было возвращено название Синтан. В эпоху Пяти династий в 907 году уезд опять был переименован в Чжаньу, но в 923 году (при империи Поздняя Тан) ему опять было возвращено название Синтан. При империи Поздняя Цзинь в 936 году уезд был переименован в Юнчан (永昌县), при империи Поздняя Хань в 948 году ему опять было возвращено название Синтан.
В 1949 году был образован Специальный район Динсянь (定县专区), и уезд вошёл в его состав. В 1954 году Специальный район Динсянь был расформирован, и уезд был передан в состав Специального района Шицзячжуан (石家庄专区). В 1958 году уезд Синтан был присоединён к уезду Синьлэ, но в 1962 году был восстановлен. В ноябре 1967 года Специальный район Шицзячжуан был переименован в Округ Шицзячжуан (石家庄地区).
В 1993 году постановлением Госсовета КНР округ Шицзячжуан и город Шицзячжуан были объединены в городской округ Шицзячжуан.

## Административное деление
Уезд Синтан делится на 4 посёлков и 11 волостей.